# Ludvig Rensfeldt
Ludvig Rensfeldt, född den 29 januari 1992 i Gävle är en svensk ishockeyspelare. Rensfeldt har tidigare spelat för bland annat Timrå IK och Örebro HK. Från säsongen 2021/2022 spelar Rensfeldt för Djurgården Hockey i SHL.

## Biografi
Tidigare har han spelat i Malmö Redhawks, Brynäs IF, Rögle BK, Timrå IK och även varit utlånad till Bofors IK. Från säsongen 2019-2020 till 2020/2021 spelade Rensfeldt i Örebro HK i SHL. Han var med i det svenska lag som vann guld vid JVM 2012.